# Судебник 1550
Судебник 1550 (царський або другий) — основний законодавчий акт Московського царства періоду формування станово-представницької монархії. До нього ввійшли норми Судебника 1497, а також нові норми адміністративного, цивільного, кримінального та судового права, прийняті в наступні роки.
Діяв до прийняття Соборного уложення 1649. Складався зі 100 статей.